# Dějiny Čínské lidové republiky
Čínská lidová republika je státní útvar ovládající převážnou část kontinentální Číny, Hongkong a Macao, a nominálně ostrov Tchaj-wan. Byl slavnostně vyhlášen v samém závěru již téměř vyhrané občanské války 1. října 1949, funkcionáři Komunistické strany Číny, která jej dodnes vede.

## Zřízení republiky
Po pádu poslední dynastie Čching v roce 1911 byla na území Číny 1. ledna 1912 založena Čínská republika, centrální vláda republiky neměla příliš dlouhé trvání a po smrti jejího prezidenta Jüan Š‘-kchaje nastal chaos a začala vláda severních militaristů. První pokusy o jednání se severními militaristy zahájil Sunjatsen, který byl hlavní osobností, jež se zasloužila o založení republiky v roce 1912, ale v roce 1925 zemřel. Nakonec toto období bylo zakončeno Severním pochodem, kdy Čankajškova vojenská výprava zcela osvobodila čínské území od nadvlády severních militaristů. Od roku 1927 probíhala na území Číny občanská válka mezi Komunistickou stranou Číny (Kungčchantang) a Nacionalisty (Kuomintang). Ta byla částečně přerušena v letech 1937–1945, kdy jednotlivé strany spojily síly v boji proti Japonsku. Po druhé světové válce v Číně znovu propukla občanská válka, jež skončila roku 1949 poté, co komunisté vedení Mao Ce-tungem převzali kontrolu nad pevninskou Čínou (včetně ostrova Chaj-nan) a příslušníci Kuomintangu se stáhli na ostrov Tchaj-wan a několik menších přilehlých ostrovů (území dnešní Čínské republiky). Čínská lidová republika byla založena dne 21. září 1949 na zasedání Čínského lidového politického poradního shromáždění 1. funkčního období a následně slavnostně vyhlášena 1. října 1949 Mao Ce-tungem na pekingském Náměstí Brány nebeského klidu slovy „Číňané povstali“.

## První desetiletí
Nová vláda okamžitě uzákonila pozemkovou reformu, znárodnila průmyslovou výrobu a započala s vyhlašováním kampaní (programy gramotnosti, očkování, zvýšení kvality zemědělství atd.). „Během let 1949–50 se politika vůči městům zaměřila na obnovu pořádku a obnovu hospodářství. Aby splnila tyto úkoly, snažila se KS Číny ukáznit pracovní síly, zvítězit nad důvěrou v kapitalisty a zavést drastickou finanční politiku, jež by snížila inflaci. Tato politika měla tak značný úspěch, že na konci roku 1950 mnoho obyvatel měst považovalo komunistické vedení za potřebné reformátory. Dokonce i četní kapitalisté je považovali za „prospěšné“. Avšak od roku 1951 začala města pociťovat revoluční činnost komunistů.…Další politické kampaně na konci roku 1951 a začátku roku 1952 byly zaměřeny proti komunistickým kádrům příliš úzce spojených s čínskými kapitalisty, proti kapitalistům samotným…“ Za další významné kampaně by se daly pokládat Boj proti třem a pěti zlům. Nejprve byla zavedena kampaň proti třem zlům v roce 1951, namířená původně proti statkářům a bohaté buržoazii, kteří měli podle Mao Ce-tunga vykořisťovat rolníky a dělníky.
Hned po vzniku nového státu v roce 1949 ČLR také formálně anektovala Východní Turkestán (dnešní autonomní oblast Sin-ťiang) a v roce 1950 i část Tibetu (oficiálně až roku 1951, dnešní Tibetská autonomní oblast), čímž dokončila opětovné sjednocení území připojením všech separatistických států vzniklých po vyhlášení republiky roku 1912. Po připojení Tibetu panovalo od roku 1956 v oblasti napětí, které v roce 1959 vyústilo v revoltu proti komunistickému režimu a 10. března propuklo Tibetské národní povstání.

### Korejská válka
Po druhé světové válce byl Korejský poloostrov rozdělen podle 38. rovnoběžky na dvě sféry vlivu. SSSR – komunistický režim vedený Kim Ir-senem na severu a USA – formálně demokratický režim vedený Li Syn-manem na jihu. Postupně se začalo jednat o znovusjednocení poloostrova a tato jednání 25. června 1950 eskalovala v otevřený konflikt. Prvním útokem severokorejských jednotek tedy začala Korejská válka. Komunistická Čína se připojila k válce už v říjnu téhož roku, kdy vyslala do Severní Koreje na 500 000 dobrovolníků Čínské lidové osvobozenecké armády, nazvané Čínskou dobrovolnickou armádou pod vedením Pcheng Te-chuaje. Čínská dobrovolnická armáda nakonec pronikla až na 38. rovnoběžku a 4. ledna 1951 dokonce dobyla Soul. V květnu se však Číňanům už nedařilo porazit americkou linii a válka se změnila v zákopovou. Válka fakticky skončila 27. července 1953 „Dohodou o příměří“, kterou podepsala OSN, Severní Korea a Čína, a byla stanovena demarkační linie na 38. rovnoběžce spolu s demilitarizovanou zónou.

### Hnutí Sta květů a Kampaň proti pravičákům
V roce 1956 byla vyhlášena pod heslem „Ať rozkvétá sto květů umění, ať soupeří sto škol učení“ Kampaň Sta květů, v jejímž rámci byli intelektuálové vyzváni, aby dali kritikou podněty pro další zlepšení země i KS Číny. Když se ale kampaň postupně zvrhla v masivní kritiku vládního režimu, následovala kampaň proti pravičákům (1957), která odsoudila statisíce lidí, kteří byli pobízeni ke svobodné kritice v době Kampaně Sta květů. Převážně intelektuálové byli ostrakizováni, podrobeni nucené sebekritice či odsuzování k převýchově.

## Velký skok vpřed
Velký skok byla oficiální politika Čínské lidové republiky v letech 1958–1962, která měla skokem nastartovat industrializaci pomocí radikálních ekonomických a politických opatření. Součástí bylo také zavádění tzv. lidových komun, což měly být soběstačné správní jednotky podílející se na ekonomice státu. Tyto lidové komuny se pak často předháněly v udávání hodnot cílové produkce, i přesto, že byla tato čísla mnohdy nedosažitelná. Další významnou složkou Velkého skoku bylo tavení oceli, kdy si každá komuna budovala vlastní malé vysoké pece, ve kterých se následně tavila ocel. Hlavním úkolem bylo zvýšit produkci oceli, ale jednotlivé komuny neměly k dispozici dostatek železné rudy a často byly nuceny tavit vlastní zemědělské náčiní a zatápět v pecích nábytkem, aby splnily cíl produkce. Vytavené železo však bylo mnohdy tak nekvalitní, že už se nedalo dále použít. Důsledkem Velkého skoku byl Velký čínský hladomor, který trval od roku 1959 do roku 1961 a počet obětí se odhaduje od 15 do 45 miliónů.

## Čínsko-sovětská roztržka
Rozpory mezi Čínou a SSSR měly dlouhodobější charakter. Vyostřovat se začaly již za Chruščovovy vlády, kdy Mao Ce-tung mimo jiné velmi nelibě nesl odsouzení Stalinova kultu osobnosti a smlouvu mezi SSSR, USA a Británií o zákazu jaderných zkoušek (Čína odmítla podepsat). Mao Ce-tung dokonce označil SSSR za nepřítele, protože zradil původní myšlenky marxismu-leninismu. Navíc si začal klást územní nároky. V únoru 1964 dokonce došlo na téma území k jednání, ale sešlo z nich, jelikož SSSR procházel politickou krizí.
Na druhé straně i zkušení čekisté na sovětské straně byli zděšeni průběhem teroru za kulturní revoluce. Sověti se obávali, že Čína degraduje v agresivní asijskou tyranii.
Poslední „kapkou“ pak byl vpád Varšavské smlouvy do ČSSR a prosazování tzv. „Brežněvovy doktríny“ omezené suverenity v praxi. Čína z toho měla hrůzu.
Čína začala vypovídat některé dvoustranné smlouvy se SSSR a vypovídat sovětské „specialisty“ ze svého území. Vše následně vyvrcholilo několika ostrými pohraničními konflikty, které z vojenského hlediska skončily vítězstvím SSSR.
Nejznámější z těchto konfliktů jsou boje o ostrov Damanskij na Ussuri a u jezera Žalanaškol v dnešním Kazachstánu.
Zdroj konfliktu pramenil z nepřesností Pekingské smlouvy z roku 1860, která řeší hranice mezi Čínou a Ruskem. V ní se určuje hranice mimo jiné břehy řek Ussuri a Amuru. Bohužel v ní nedošlo ke komisnímu vyřešení prostorů mezi břehy – tj. vodní plochy a ostrovů.
Tato roztržka mezi dvěma bývalými spojenci však měla velmi závažné dopady na mezinárodní politiku a strategické rozložení sil v období studené války.

## Kulturní revoluce
V roce 1966 Mao Ce-tung inicioval Velkou proletářskou kulturní revoluci, jež byla postavena na myšlence nepřetržité revoluce a masové demokracie, a měla za cíl vymýtit kapitalismus uvnitř strany. Hlavním Maovým důvodem pro uskutečnění revoluce však patrně bylo to, že od roku 1959 postupně ztrácel vliv ve vedení strany a tímto způsobem se chtěl zbavit svých ideologických odpůrců a osobních nepřátel. Kampaň byla zaměřena proti čtyřem přežitkům – „starému myšlení, kultuře, obyčejům a návykům“. Hnací silou Maovy revoluce se stala mládež, která vytvářela tzv. rudé gardy. Myšlenku kulturní revoluce a její stěžejní hesla sepsal Mao Ce-tung do Rudé knížky, kterou se pak stala "biblí" členů rudých gard. Hlavními oběťmi kampaně se stali Liou Šao-čchi a Teng Siao-pching, zahraniční diplomaté a veškeré autority vůbec. Další oběti kulturní revoluce pocházely především také z řad čínských literátů, z nichž nejznámější byl například Chu Feng. V důsledku došlo k obrovským škodám na kulturním dědictví (byly páleny knihy, vypleněna muzea a ničeny historické budovy) a země se zmítala v chaosu. Poslední významnou událostí Kulturní revoluce byla demonstrace z 5. dubna 1976. Po smrti Čou En-laje, který byl v Číně velmi oblíbený, se na jeho počest na náměstí Nebeského klidu sešli lidé k příležitosti svátku Qingmingjie (přibližně jako české dušičky, ale 5. dubna). Tehdejší předseda pekingského revolučního výboru Wu Te nechal uklidit pietní předměty a vzpomínková akce se změnila v demonstraci, ta však byla v zárodku potlačena. Kulturní revoluce skončila až smrtí Mao Ce-tunga. V následném boji o moc neuspěla tzv. Banda čtyř, jež měla velký podíl na kulturní revoluci. Jejími členy byli především Maova manželka Ťiang Čching, Čang Čchun-čchiao, Wang Chung-wen a Jao Wen-jüan. Banda čtyř byla obviněna z uvedení země do chaosu a všichni členové odsouzeni k vysokým trestům.

## Období po Mao Ce-tungově smrti
Mao Ce-tung zemřel 9. září 1976. Po Maově smrti nastal v Číně boj o moc. Na Maovo místo byl dosazen ne příliš známý politik z Che-nanu Chua Kuo-feng, kterého si za svého nástupce zvolil sám Mao Ce-tung v podstatě na smrtelné posteli. I přesto si největší nároky si kladla Ťiang Čching, která spolu s Bandou čtyř chtěla převzít nejvyšší posty ve vládě. Kompletní převzetí moci plánovala Ťiang Čchin na 6. října, tedy měsíc a den po Maově smrti. Jejich pokus byl však v zárodku potlačen, když Chua Guo-feng nařídil Wang Tung-singovi zatknout členy Bandy čtyř. Bandě čtyř pak byla připsána vina za negativní následky Kulturní revoluce a byli zatčeni a souzeni. Jejich zatčení pomohlo k opětovnému vzestupu Teng Siao-pchingovi, který přišel o své největší odpůrce a mohl znovu usilovat o moc. K tomu mu také dopomohl zmatek ve vedení Číny, jejíž extrémní levicové zaměření chtělo, aby vznikl kult Chua Quo-fenga, podobně jako tomu bylo u kultu Mao Ce-tunga. Dále získával Teng podporu od studentů a mladých dospělých, kteří v době Kulturní revoluce "ztratili své dětství". Ti mu svou podporu vyjadřovali na tzv. Zdech demokracie. Významnou osobností, která pomohla návratu Tenga do politiky byl Chu Jao-pang, který byl zároveň důležitý protagonista demokratických hnutí v Číně. V červenci roku 1977 bylo rozhodnuto o návratu Teng Siao-pchinga do vrcholných funkcí čínské politiky. Postupně se situace v Číně začala mírně uvolňovat, kromě oficiálních médii začal vznikat i nezávislý tisk a byla podporována literatura jizev, která reflektovala negativní stránku kulturní revoluce. Ačkoli původně zdrženlivě, KS Číny nakonec v roce 1978 přijala Tengovy koncepce modernizací a Teng "vyletěl jako meteor do pozice nejdůležitějšího muže na politické scéně".

## Teng Siao-pchingovy reformy
Od konce 70. let 20. století probíhaly v Číně mnohé reformy, především v ekonomické oblasti a jejich hlavním cílem bylo nejen přiblížit se Západu, ale i pozvednout úroveň hospodářství na úroveň západních mocností. Jednou z nejvýznamnějších reforem bylo tzv. Otevírání se světu. "Je jedno, jestli je kočka černá nebo bílá, hlavně když chytá myši" je nejznámější Tengův výrok, který shrnuje politiku Otevírání se světu – stát může být stejně tak despotický jako demokratický, nejdůležitější je, že je s ním možné obchodovat. Zřízeny byly například tzv. „Zvláštní ekonomické zóny“, kde bylo umožněno podnikání západním investorům, a tak navýšen i příliv kapitálu. Kromě toho také Čína začala přijímat mnoho expertů ze zahraničí a ze zahraničí a vzdělávat se v oblasti západních technologií a "know-how". Číně však chybělo vzdělané obyvatelstvo, které by mohlo "know-how" porozumět a i přesto, že již v 70. letech proběhlo znovuotevření vysokých škol, jejich situace byla nevalná. Proto bylo vybráno 88 univerzit, které přijímaly studenty jen na základě jejich schopností, nikoli podle "kádrového profilu". Na těchto školách pak přednášeli zahraniční učitelé a zároveň byli jejich studenti vysílání do zahraničí. Tento systém otevírání se světu, ale zároveň pevné ruky vlády, se nazývá socialismus s čínskými rysy. Dále probíhaly tzv. Čtyři modernizace, které znamenaly rozvoj v oblastech zemědělství, průmyslu, armády a vědy a techniky. Většina obyvatel Číny žila v té době na venkově a tak nejdůležitější modernizací, byla právě modernizace zemědělství. Když pak proběhla mechanizace zemědělství a zavedlo se užívání hnojiv, bylo možné přebývající pracovní sílu přesunou do průmyslového sektoru. I Čínská lidová osvobozenecká armáda prošla mnohými modernizacemi, tou nejdůležitější z nich bylo založení Ústřední vojenské komise ČLR v roce 1982.

### Potlačení prodemokratického studentského hnutí na náměstí Tchien-an-men

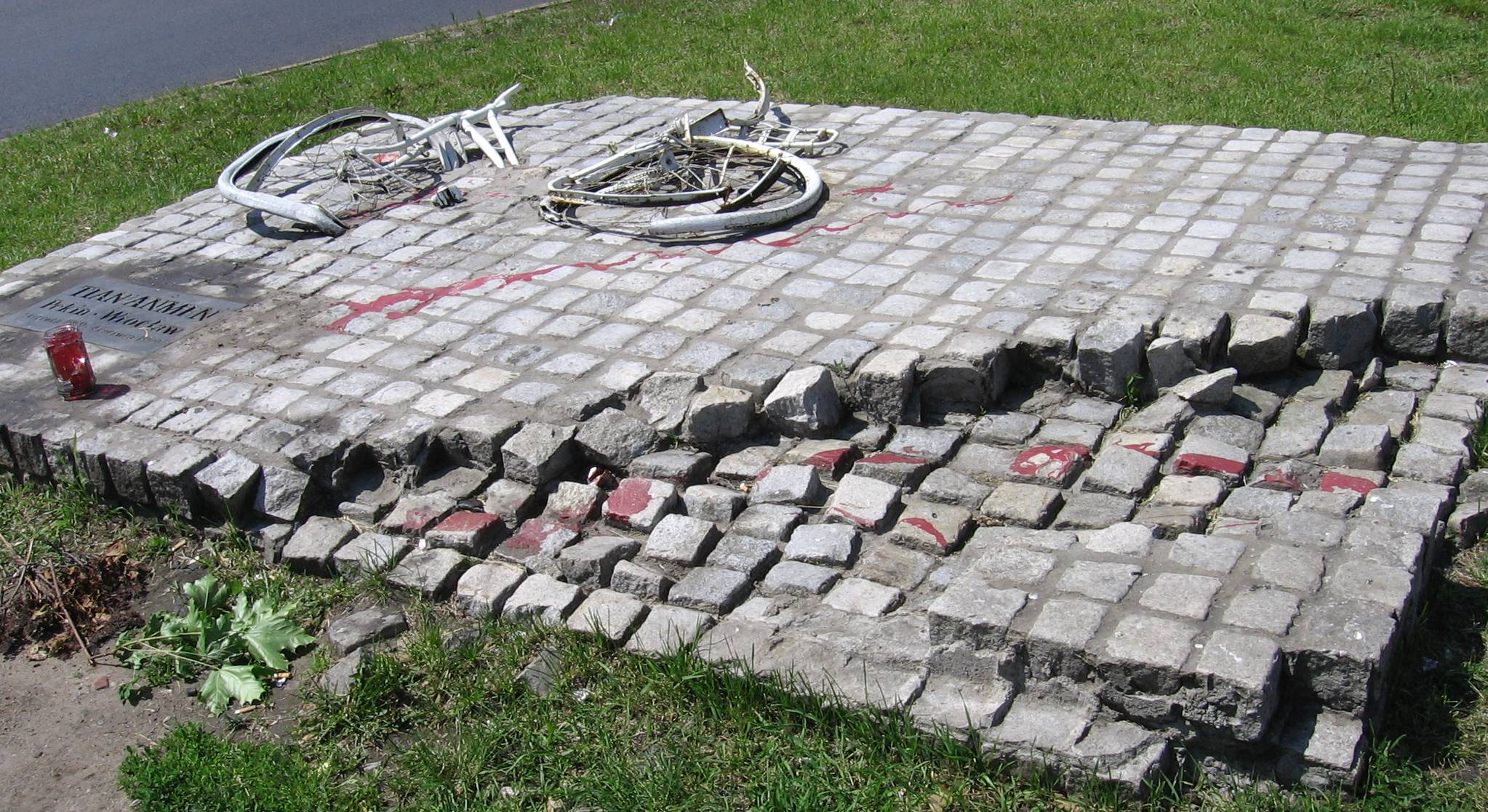
Pomník masakru zbudovaný v polské Vratislavi

První demokratické tendence se v Číně začaly objevovat už v roce 1978, kdy začaly vznikat tzv. Zdi demokracie. Na ty protestující vylepovali po vzoru kulturní revoluce noviny velkých znaků Archivováno 8. 12. 2017 na Wayback Machine. Archivováno 8. 12. 2017 na Wayback Machine., na kterých se požadovali páté modernizace – demokracie. Toto hnutí však bylo čínskou vládou už v zárodku potlačeno.
Roku 1989 zemřel Chu Jao-pang, který byl symbolem hnutí za demokracii a liberalizaci, a mnoho lidí přišlo uctít jeho památku na náměstí Nebeského klidu. Postupně se toto shromáždění přeměnilo v poklidný protest, týkající se především narůstající nespokojenosti studentů proti vládě KS Číny. Hlavním bodem protestů byly také svoboda slova a lepší podmínky na univerzitách. Když čínská vláda odmítala se studenty jednat, začali držet hladovku a tím si získali i pozornost médií. Vláda se studenty krátce vyjednávala, ale nedošli ke společnému závěru. V noci ze 3. na 4. června pak došlo k násilnému potlačení protestů armádou a uvrhnutí ČLR do přechodné izolace. K demokratizaci a zavedení pluralitního systému nedošlo, komunistické vedení země se však generačně obměnilo a pokračovalo nadále v hospodářských reformách.

## 90. léta a počátek 21. století
Po událostech na náměstí Nebeského klidu se situace v Číně začala opět postupně stabilizovat. I přesto, že bezprostředně po těchto událostech se Čína uzavřela, netrvalo dlouho, než začala opět udržovat zahraniční vztahy. V roce 1991 uzavřela se SSSR Čínsko-sovětskou hraniční smlouvu, která řešila sporná území a ukončila čínsko-sovětskou roztržku. Tehdejší generální tajemník KS Číny Čao C'-jang, který chtěl v době demonstrací vyjednávat se studenty, byl odvolán z funkce a na jeho místo byl dosazen ne příliš výrazný Ťiang Ce-min. Nejvlivnějším představitelem čínské politiky byl až do roku 1992 stále Teng Siao-pching, v témže roce však nastala obměna vedení strany a státu. Tato obměna přivítala v nejvyšších funkcích tzv. třetí generaci čínských vůdců, v jejichž čele stál jako prezident od roku 1993 Ťiang Ce-min. V roce 1995 proběhla Třetí krize v tchajwanské úžině Archivováno 5. 6. 2020 na Wayback Machine. Archivováno 5. 6. 2020 na Wayback Machine., kdy ČLR reagovala na přijetí Li Teng-Chueje, který se stal prezidentem Čínské republiky v prvních demokratických volbách v roce 1996, do USA. V roce 1997 propukla v Thajsku finanční krize, která se rychle rozšiřovala i do ostatních okolních zemí – Indonésie, Malajsie nebo také Jižní Korea. Tato krize zanedlouho začala ovlivňovat i finanční situaci v Evropě a USA. Význam roli v řešení problému měla právě Čína, kterou díky jejich devizových rezerv a stabilně rostoucí ekonomice krizi zcela nepodlehla. Jako první pomoc neuvolnila kurz RMB vůči USD a zároveň zaslala zasaženým asijským státům finanční pomoc. V tomtéž roce 19. února zemřel hlavní protagonista čínských ekonomických reforem a modernizací Teng Siao-pching a 1. července byl k Čínské lidové republice připojen Hongkong, dříve pod správou Velké Británie, pod podmínkou „jeden stát, dva systémy“. 20. prosince 1999 bylo pod stejnými podmínkami připojeno Macao, dříve pod správou Portugalska. V roce 2001 vstoupila ČLR do Světové obchodní organizace. Od roku 2002 se stal prezidentem Chu Ťin-tchao a situace Číny v té době byla velmi stabilní a čínská ekonomika pokračovala ve svém růstu. Díky tomu se poprvé za doposud celou historii ČLR podařilo dostat poměrně značnou část obyvatel z chudoby. V roce 2008 se v Pekingu konaly Letní olympijské hry a v roce 2010 Světová výstava v Šanghaji. V roce 2012 se stal prezidentem Si Ťing-pching, který, na rozdíl od předchozího prezidenta, přišel do funkce s velkými ambicemi. Jeho hlavními cíli bylo bojovat proti korupci a vybudovat Novou hedvábnou stezku. V roce 2017 byl Si Ťing-pching zvolen do svého 2. volebního období a v následujícím roce byly provedeny změny v ústavě, jako například doplnění "Si Ťing-pchingovy myšlenky o socialismu s čínskými rysy ve 21. století" a byla odebrána klauzule o omezení limitu dvou prezidentských volebních období. Od doby, kdy je post čínského prezidenta obsazen Si Ťing-pchingem, je také patrné, že se Čína opět uzavírá do sebe, je zintenzivňována hanizace a sinizace a dochází k potlačování sebemenšího projevu individuality či odporu.

## Obrat v zahraničních vztazích
Čína se snaží co nejvíce využít slabin ve fungování svobodného tisku a pokouší se o přenastavení globálního informačního prostředí investováním ohromných finančních částek do placené inzerce, sponzorovaných reportáží a smršti pozitivních zpráv o Číně v mainstreamových západních médiích.
Od roku 2003 je „mediální boj“ jedním z explicitně formulovaných cílů Čínské lidově osvobozenecká armády a vojenské strategie Pekingu. Doma Čínská komunistická strana systematicky a násilně potlačuje pluralitu názorů a připouští šíření pouze jediné verze událostí schválené stranickým vedením. V zahraničí korumpuje novináře vysoce nadprůměrnými platy, aby šířili „čínský příběh“, tedy takovou verzi moderní historie a blízké budoucnosti, která vychází z čínské komunistické ideologie okořeněné prvky tradiční konfuciánské morálky. V Africe se pokouší uplatit prominentní novináře, aby upustili od snah o odhalování korupce a kontroverzních čínských aktivit. Některé úkoly pro zahraniční novináře měly povahu zpravodajské činnosti, když dostali instrukce, aby zpracovávali „interní reportáže“, které nebyly určené k publikaci ve veřejných médiích, ale pouze pro vysoké čínské funkcionáře.

### Sjednocená fronta ÚV KS Číny
Ústřední roli v politice Čínské lidové republiky ve vlivových operacích vůči západním zemím hraje tzv. Sjednocená fronta Ústředního výboru Čínské komunistické strany, která v „Nové éře“ generálního tajemníka Si Ťin-pchinga v mocenské hierarchii zastává mnohem důležitější roli než státní ministerstva. Sdružuje několik menších stran,. podřízených Čínské KS, a důležité instituce jako je Odbor práce Sjednocené fronty (United Front Work Department, UFWD),
UFWD se angažuje v záležitostech, jako tzv. Nová hedvábná stezka (One Belt, One Road, OBOR, též Belt and Road Initiative, BRI) nebo v projektu spolupráce Číny a zemí střední a východní Evropy (16 + 1). Z čínské strany je projekt 16 + 1, stejně jako celý projekt OBOR, především příležitostí získávat další odbytiště pro čínské výrobky a zároveň strategicky upevňovat svoje postavení v Evropě s ohledem na obchodní, bezpečnostní i politické zájmy ČLR. V České republice tyto zájmy prosazuje Smíšená česko-čínská komora vzájemné spolupráce a prezident Miloš Zeman.
Oddělení mezinárodních vztahů ÚV KS Číny (International Liaison Department of the Central Committee of the Communist Party of China, CPC/ILD) je významnou vlivovou organizací spadající pod ÚV KS Číny. Představuje jakýsi alternativní prostředek mezinárodní diplomacie a prosazuje současné geopolitické a zahraničně-politické cíle Strany. CPC/ILD se zaměřuje na vytvoření "Nové kominterny", složené ze zahraničních komunistických stran (včetně KSČM), i na "kultivaci" dalších nesocialistických stran a vytvoření souhlasného konsensu o budoucnosti lidstva podle modelu, který prosazuje Xi Jinping. CPC/ILD se snaží získat novou generaci zahraničních studentů poskytováním stipendií, navazuje spolupráce se zahraničními nevládními organizacemi a think tanky, organizuje návštěvy vysokých představitelů KS Číny v zahraničí nebo pomáhá prosadit politiku ČLR v otázce Tchaj-wanu nebo Jihočínského moře.
Oddělení mezinárodních vztahů ÚV KS Číny sbírá v zahraničí zpravodajské informace týkající se politiky a obyvatelstva cizích zemí, rekrutuje zahraniční agenty a aktivně usiluje o omezení tchajwanské diplomacie v zemích, které s Tchaj-wanem udržují oficiální styky. Česká Bezpečnostní informační služba ve své zprávě za rok 2015 toto oddělení označuje jako specifickou čínskou zpravodajskou organizaci, která v zahraničí doplňuje činnost čínské vojenské rozvědky. Roku 2019 vyvolala pozornost schůzka zástupce vedoucího Mezinárodního oddělení Ústředního výboru Komunistické strany Číny Kuo Je-čou s Luďkem Podolou, pracovníkem Centra pro přenos poznatků a technologií a poradcem rektora Univerzity Karlovy v česko-čínských vztazích. Předmětem jednání měla být spolupráce Univerzity Karlovy s aliancí think-tanků Belt and road. Univerzita o tomto jednání neinformuje a rektor Zima čelí výzvám k odstoupení.
Čínská asociace pro mezinárodní přátelské kontakty (CAIFC) je propagandistickou platformou Politického oddělení Čínské lidové armády. Vice-prezidentem CAIFC byl Xing Yunming, bývalý šéf čínské vojenské rozvědky, dalším vice-prezidentem byl Li Xiaohua, který je generálem Čínské lidové armády a zástupcem ředitele Politického oddělení Čínské lidové armády. Vice-prezidentem byl rovněž Chen Zuming, který byl šéfem vojenské rozvědky před Xing Yunmingem a dalším vice-prezidentem CAIFC je i Xin Qi, který je zástupcem ředitele vojenské rozvědky. Výroční zpráva společnosti CEFC International za rok 2012 potvrzuje, že ředitel čínské CEFC a poradce prezidenta Miloše Zemana Jie Ťien-ming v minulosti působil v CAIFC jako zástupce generálního tajemníka.

### Korupce vlád v zahraničí
Jedním z prostředků prosazování čínské politiky v zahraničí je masivní politická korupce a také lichva, která prostřednictvím programu globálních investic a půjček vytváří dluhovou past pro slabé a zranitelné státy po celém světě, živí korupci a podporuje autoritářství v zemích, které těžce usilují o demokratizaci. Ukazuje se, že pokoutními transakcemi s Čínou někteří politici své země postupně Číně více méně prodali. Tak tomu bylo např. na Srí Lance, kde bývalý prezident Mahinda Radžapaksa výměnou za financování své prezidentské kampaně přijal čínské půjčky na budování přístavu Hambantota. Půjčky poskytnuté předchozímu režimu není současná vláda schopna splácet a proto pronajala přístav Hambantota čínské straně na 99 let. Čína na Srí Lance také pro Rajapaksu postavila supermoderní letiště, Mattala Rajapaksa International Airport, kam nelétají žádná letadla.
Korupce místních úředníků provází také např. drancování přírodního bohatství v Africe. Nigerijský novinář Dayo Aiyetan popsal masivní ilegální kácení vzácného růžového dřeva (Pterocarpus erinaceus) ve své zemi, které je od roku 2013 exportováno do Číny. Jen v roce 2014 vzrostl vývoz dřeva z Nigérie do Číny desetinásobně a existuje podezření, že z vývozu profitují i extrémistické organizace jako Boko Haram. Ilegální kácení v Nigérii bylo na konci celého řetězce podobné aktivity čínských podnikatelů v Gambii, Guinea Bissau, Togu, Beninu a Ghaně. Novinář po své reportáži dostal korupční nabídku pracovat za dvojnásobný plat pro čínská státní media, kterou odmítl.
Zambie, dříve jedna z nejstabilnějších a nejdemokratičtějších zemí Afriky je prošpikovaná čínskými technologiemi a díky čínským projektům se podle Mezinárodního měnového fondu již v roce 2017 ocitla na seznamu zemí s kritickou mírou zadluženosti. Její dluh vůči Číně v posledních letech narostl do výše 3,1 miliardy amerických dolarů. Zambie se zároveň výrazně posunula od liberálního demokratického systému směrem k čínskému modelu represivní vlády, která zavírá své kritiky, jako je např. protikorupční aktivista Gregory Chifire, v listopadu 2018 odsouzený k šesti letům vězení.
Maledivský prezident Yameen Abdul Gayoom, který se dostal k moci převratem v roce 2013 a nasměroval ostrovní zemi k partnerství s ČLR v rámci projektu Pás a stezka, zemi zadlužil tak, že čínské investice a projekty plně zajišťované čínskými firmami a financované čínskými vysokoúrokovými půjčkami nyní představují 80 % maledivských dluhů.
V květnu 2018 nečekaně zvítězil v malajsijských volbách bývalý premiér Mahathir Mohamad (92) a v táboře poraženého ministerského předsedy Najiba Razaka i na čínské ambasádě zavládla panika. Najib Razak předtím zpronevěřil 681 milionů dolarů ze státního rozvojového fondu 1MDB a Čína mu nabídla urovnat dluh, pokud zajistí přístup čínských firem k lukrativním projektům v rámci “Pásu a stezky” (OBOR) a bude podporovat stanovisko Číny k Jihočínskému moři na mezinárodní scéně. Součástí ujednání byla tajná dohoda, umožňující čínskému námořnictvu kotvit v malajsijských přístavech. Celý příběh vyšel knižně a stal se bestsellerem.
Čínské predátorské půjčky a uzavřená memoranda o spolupráci, která jsou záměrně neurčitá, ohrožují nezávislost řady ostrovních států v Pacifiku. Smlouvy již uzavřela Papua Nová Guinea, Fidži, Tonga nebo Vanuatu. Tonga není schopna dluh splácet a Vanuatu, které podpořilo čínské nároky v Jihočínském moři, čelí podezření, že chce umožnit stavbu čínské vojenské základny.
Chávezova Venezuela se stala prvním spojencem Číny v Latinské Americe. “Strategické rozvojové přátelství” které uzavřely obě země již v roce 2001, bylo v roce 2014 povýšeno na “všestranné strategické partnerství”. Čína postupně investovala během těchto let ve Venezuele přes 60 miliard dolarů formou půjček pro vybudování zhruba šesti set investičních projektů, ale většina nebyla dokončena. Peníze sloužily jako zástěrky pro zkorumpovanou socialistickou elitu k zachování její moci za každou cenu. Čínské společnosti získaly oplátkou přednostní přístup na domácí venezuelský trh, včetně lukrativních zakázek na projekty v oblasti infrastruktury a průmyslu. Půjčky měly být splaceny dodávkami ropy, ale po poklesu její ceny na mezinárodním trhu je zadlužená Venezuela vydána na milost svým věřitelům. Podobné astronomické dluhy u čínských bank má Ekvádor. Tam Čína navíc financuje energetické projekty, které poškozují životní prostředí a právě z tohoto důvodu je dříve odmítly financovat západní banky.
Poté, co v roce 2016 předchozí filipínská vláda Benigna Aquina Jr. vyhrála mezinárodní arbitráž, která oficiálně potvrdila, že čínské nároky v Jihočínském moři jsou neopodstatněné, změnil nový prezident Rodrigo Duterte postoj své země k Číně za příslib investičních projektů. Podobně jako v České republice, z avizovaných desítek mld. dolarů čínských investic a rozvojové pomoci došlo zatím jen na zlomek a nezávazná Memoranda o porozumění, z nichž se většina nikdy nenaplní, mají sloužit jako důkaz úspěchů “ekonomické diplomacie” s ČLR.

### Americko-čínské vztahy
Už od dob dynastie Čching udržovala Amerika s Čínou vztahy, ať už obchodní nebo v rámci vysílání amerických misionářů do Číny, například v době Boxerského povstání. V Druhé světové válce, v Číně známá jako Druhá čínsko-japonská válka, pak Amerika podporovala Čínu v boji proti Japoncům. Několik letců Americké armády vstoupilo dobrovolně do řad letectva Čínské republiky, těm se pak přezdívalo "létající tygři". V době občanské války, stála Amerika na straně Kuomintangu, a když se pak na jejím konci zdála prohra KMT už nevyhnutelná, přestala jej Amerika nadále podporovat. Čínská republika na Tchaj-wanu pod vedením KMT tak byla ponechána "na vlastní pěst". Znovu se pak Amerika začala v Čínské republice objevovat v době Korejské války, kdy byla pro Armádu USA strategickým bodem. Později uznala Amerika svrchovanost Čínské republiky, mezi ČLR a USA se tak vytvořila ještě větší propast. ČLR chtěla získat území nárokované Čínskou republikou a v roce 1954 propukla První krize v Tchajwanské úžině Archivováno 7. 6. 2020 na Wayback Machine.. V roce 1959 v době Tibetského povstání se pak USA stavila proti ČLR a odsoudila ji za porušování lidských práv. Neoficiální rozhovory probíhaly za zprostředkování třetích zemí (Polsko, Pákistán) od konce 60. let a v 70. letech pak Amerika začala navazovat vztahy s Čínskou lidovou republikou v návaznosti na ochlazení vztahů SSSR a ČLR. Ke konci Maova života již docházelo k postupnému oteplování vztahů se Spojenými státy. Prvním impulzem tomu byla pingpongová diplomacie, kdy v roce 1971 pozvala čínská vláda americký reprezentační tým ve stolním tenise. V roce 1971 také proběhla neoficiální návštěva Henryho Kissingera. K prvnímu oficiálnímu setkání na nejvyšší úrovni došlo v roce 1972, kdy ČLR navštívil prezident USA Richard Nixon. Toto jednání lze označit za úspěšné. Výhledově byla naplánována úplná normalizace diplomatických vztahů, k níž nakonec skutečně došlo k 1. 1. 1979. V roce 1979 také Amerika oficiálně uznala Čínskou lidovou republiku. Ve stejném roce také navštívil Ameriku Teng Siao-pching. Důsledkem tohoto narovnání čínsko-amerických vztahů bylo formální přerušení diplomatických vztahů s Čínskou republikou na Tchaj-wanu. USA přesto nepřestaly Čínskou republiku ekonomicky a zejména vojensky podporovat. Přesto byl v roce 1979 vydán Zákon o vztazích USA k Tchaj-wanu Archivováno 7. 6. 2020 na Wayback Machine., který nahrazuje předchozí smlouvu o vzájemné obraně. V roce 1984 navštívil Číny americký prezident Ronald Raegan a při jeho návštěvě byl ujednán nákup amerických zbraní do Číny. Po Masakru na náměstí Nebeského klidu v roce 1989 se čínsko-americké vztahy opět ochladily a Amerika se od Číny distancovala. V roce 1999 nedopatřením bombardovala NATO čínské velvyslanectví v Bělehradě, což opět prohloubilo propast ve vztazích ČLR a USA. V roce 2000 se americký prezident Bill Clinton podepsal pod zákon, který měl normalizovat Americko-čínské obchodní vztahy, což následně pomohlo Číně k získání členství ve WTO. V roce 2006 se Čína stala druhým největším obchodním partnerem USA a v roce 2008 se pak stala největším zahraničním věřitelem USA. Od roku 2011 se snažila USA směřovat své zájmy do oblasti Asijko-pacifické, aby oponovali obrovskému nárůstu čínské ekonomiky v návaznosti na pozici čínské ekonomiky, jako druhé největší na světě v roce 2010, v Pekingu byl tento obrat kritizován. Od roku 2012 začalo vznikat napětí mezi USA a ČLR v oblasti obchodu a v roce 2013 jednal americký prezident Barrack Obama s čínským prezidentem Si Ťing-pchingem o novém modelu vztahů mezi zeměmi. Od roku 2018 pak postupně začala obchodní válka mezi USA a ČLR, kdy Amerika uvalila na dovozové čínské produkty vysoké celní tarify. Na začátku roku 2020 byla podepsána nová obchodní dohoda.

### Česko-čínské vztahy
Vztahy mezi Českem a Čínou započaly už v roce 1919, od té doby měly kolísavou tendenci. V době po zavedení ČLR, by se daly požadovat za vřelé, ale spolu s ochlazování vztahů SSSR se ochlazovaly vztahy i s Českem, které bylo tou dobou součástí Východního bloku. Po roce 1989 vznikla ve vztazích mezi Českem a Čínou ještě větší propast, vzhledem k rozdílným směrům politik těchto států. Ve 21. století však začala Čína s Českou republikou opět navazovat vztahy. Na přelomu milénia se tehdejší předseda vlády Miloš Zeman snažil iniciovat oteplení vztahů s Čínou a v roce 2004 se uskutečnila oficiální návštěva tehdejšího prezidenta Václava Klause v Pekingu. Sbližování vztahů a vzájemné návštěvy byly součástí tzv. "ekonomické diplomacie", a výsledkem byly několika miliardové investice ze strany ČLR. V roce 2019 však opět nastalo ochlazení vzájemných vztahů v reakci na nedodržení plánované investice ze strany ČLR a názory některých českých politiků na situaci v Hongkongu.

### Cenzura
Pod vedením Si Ťin-pchinga se stupňuje boj čínské Státostrany proti všemu, co souvisí s hodnotami demokracie, ústavnosti, vlády zákona nebo univerzálních lidských práv. Podle washingtonské organizace Freedom House čínské technologie umožnily zdokonalit potlačování svobody vyjadřování a nárůst „digitálního autoritářství“ nejméně v 35 zemích, které již předtím měly špatnou pověst pro porušování lidských práv. Čína byla roku 2018 opět jmenována jako světový narušitel svobody internetu číslo jedna poté, co zavedla nový zákon na ochranu kybernetické bezpečnosti a začala v praxi používat technologie na rozeznávání obličejů, kterými sleduje vlastní občany. Velké znepokojení vyvolal Systém sociálních kreditů, který má bezprecedentní potenciál ohrozit svobody jednotlivce.
V roce 2017 byla v Číně zcela zakázána animovaná postavička Medvídek Pú, protože údajně svým zjevem až moc připomínala prezidenta ČLR Si Ťing-pchinga.
Australská nakladatelství, která nechávala své knihy určené pro západní trh tisknout v Číně, nově narazila na tvrdou cenzuru, která se týká řady oblastí. Čínská Ústřední správa pro tisk, publikace, rozhlasové a televizní vysílání a film vydala seznam jmen i výrazů, které jsou naprostým tabu. Seznam jmen disidentů a dále témata a oblasti, které figurují na seznamu zaslaném čínskými úřady australským klientům čínských tiskáren zveřejnil australský akademik Clive Hamilton, který je autorem známé knihy o prorůstání čínského vlivu do australské politiky a společnosti Tichá invaze (Silent Invasion). Mezi zakázaná jména patří např. 118 disidentů, Aj Wej wej, Dalajláma, různá náboženství včetně křesťanství a judaismu, sporná geografická území jako Tibet, odkazy na historické události, např. protesty na náměstí Tchien-an-men, Jasmínová revoluce, nezávislý Hongkong a deštníkové protesty, Ujgurská menšina, apod. Některá politická témata jsou preventivně zcela zakázána a nejsou vůbec připuštěna k cenzurní kontrole.